# YIQ

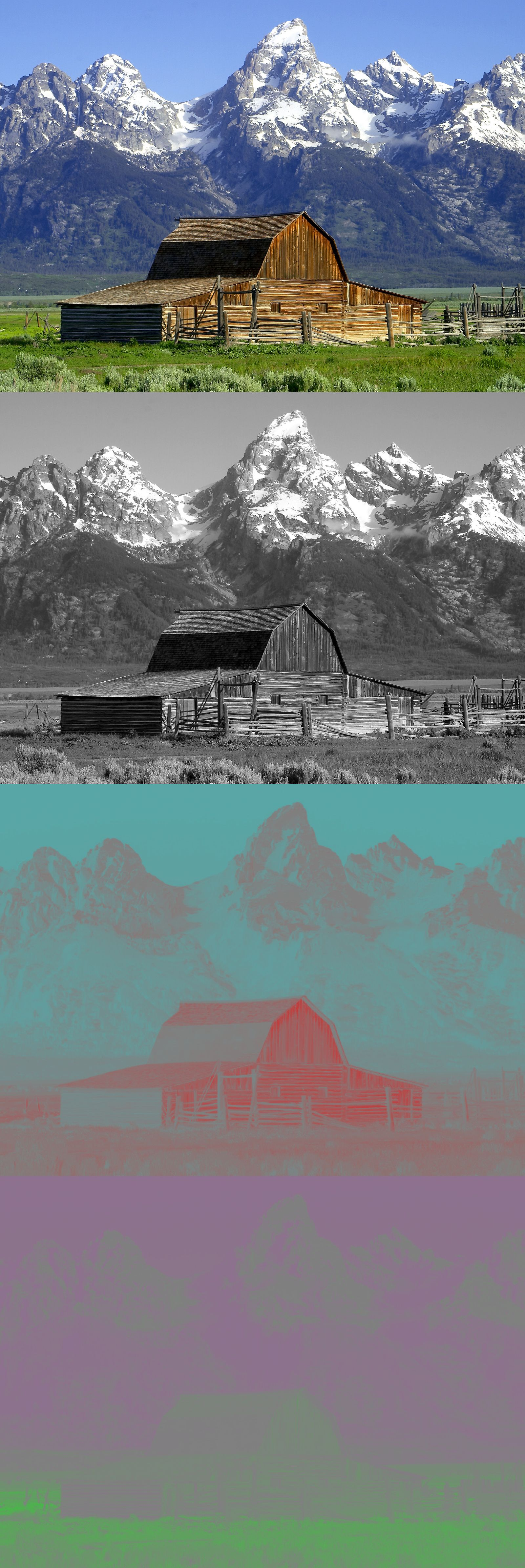
이미지와 Y, I, Q 구성 요소

YIQ는 아날로그 NTSC 컬러 TV 시스템에서 사용되는 색 공간이다. I는 동상(in-phase)을 나타내고, Q는 직교 진폭 변조에 사용되는 구성 요소를 참조하여 직교(quadrature)를 나타낸다. 다른 TV 시스템은 PAL의 YUV 또는 SECAM의 YDbDr과 같은 다른 색 공간을 사용했다. 이후 디지털 표준은 YCbCr 색 공간을 사용한다. 이 색 공간들은 모두 광범위하게 관련되어 있으며, 루마라는 흑백 이미지에 색차라는 색상 구성 요소를 추가하는 원리를 기반으로 작동한다.
YIQ에서 Y 구성 요소는 루마 정보를 나타내며 흑백 텔레비전 수신기에서 사용되는 유일한 구성 요소이다. I와 Q는 색차 정보를 나타내며, I는 (대략) 주황-파랑 대비를 나타내고 Q는 자주-녹색 대비를 나타낸다. I와 Q는 YUV 색 공간과 동일한 그래프에서 33° 회전된 두 번째 축 쌍으로 생각할 수 있다. 따라서 IQ와 UV는 동일한 평면에서 다른 좌표계를 나타낸다.
YIQ 시스템은 인간의 색상 반응 특성을 활용하도록 고안되었다. 눈은 자주-녹색(Q) 범위보다 주황-파랑(I) 범위의 변화에 더 민감하다. 따라서 I보다 Q에 더 적은 대역폭이 필요하다. 방송 NTSC는 I를 1.3 MHz로, Q를 0.4 MHz로 제한한다. I와 Q는 4 MHz Y 신호에 주파수적으로 섞여 들어가 전체 신호의 대역폭을 4.2 MHz로 유지한다. YUV 시스템에서는 U와 V 모두 주황-파랑 범위의 정보를 포함하므로 유사한 색상 충실도를 달성하려면 두 구성 요소 모두 I와 동일한 대역폭을 가져야 한다.
구현 비용이 많이 들기 때문에 진정한 I 및 Q 디코딩을 수행하는 텔레비전 세트는 거의 없다. 하나의 필터만 필요한 저렴한 R-Y 및 B-Y 디코딩과 비교하여 I와 Q는 I와 Q 사이의 대역폭 차이를 충족하기 위해 각각 다른 필터가 필요하다. 이러한 대역폭 차이로 인해 'I' 필터에는 'Q' 필터의 더 긴 지연에 맞추기 위한 시간 지연이 포함되어야 한다. 로크웰 모듈식 디지털 라디오(MDR)는 하나의 I 및 Q 디코딩 세트였으며, 1997년에는 PC와 프레임 단위 모드 또는 고속 IQ 프로세서(FIQP)와 실시간으로 작동할 수 있었다. 약 1985년에 제작된 일부 RCA "Colortrak" 가정용 TV 수신기는 I/Q 디코딩을 사용했을 뿐만 아니라, 빗 필터링 이점과 함께 완전한 "100퍼센트 처리"로서 원래의 컬러 영상 콘텐츠를 더 많이 전달하는 이점을 광고했다. 이전에는 1954년 또는 1955년 모델 연도에 약 13인치(대각선 측정) 화면을 사용하는 모델에서 하나 이상의 컬러 TV 브랜드(RCA, 아빈)가 I/Q 디코딩을 사용했다. 원래의 어드벤트 프로젝션 텔레비전은 I/Q 디코딩을 사용했다. 1990년경, 적어도 한 제조업체(이케가미)의 전문 스튜디오 그림 모니터가 I/Q 디코딩을 광고했다.

## 이미지 처리
YIQ 표현은 때때로 컬러 이미지 처리 변환에 사용된다. 예를 들어, RGB 이미지의 채널에 직접 히스토그램 평활화를 적용하면 이미지의 색조화가 변경된다. 대신, 히스토그램 평활화는 이미지의 YIQ 또는 YUV 표현의 Y 채널에 적용되어 이미지의 밝기 수준만 정규화한다.

## 공식
이 공식들은 YIQ와 RGB 색 공간 사이의 변환을 허용하며, 여기서 R, G, B는 감마 보정된 값이다. 원래 1953년 NTSC 색도계 및 이후 SMPTE C FCC 표준에 대한 값.
다음 공식은 다음을 가정한다:
{\displaystyle R,G,B,Y\in \left[0,1\right],\quad I\in \left[-0.5957,0.5957\right],\quad Q\in \left[-0.5226,0.5226\right]}
I와 Q의 범위는 아래 RGB-to-YIQ 방정식 행렬의 2번째 및 3번째 행에 있는 계수의 결과이다.

### NTSC 1953 색도계

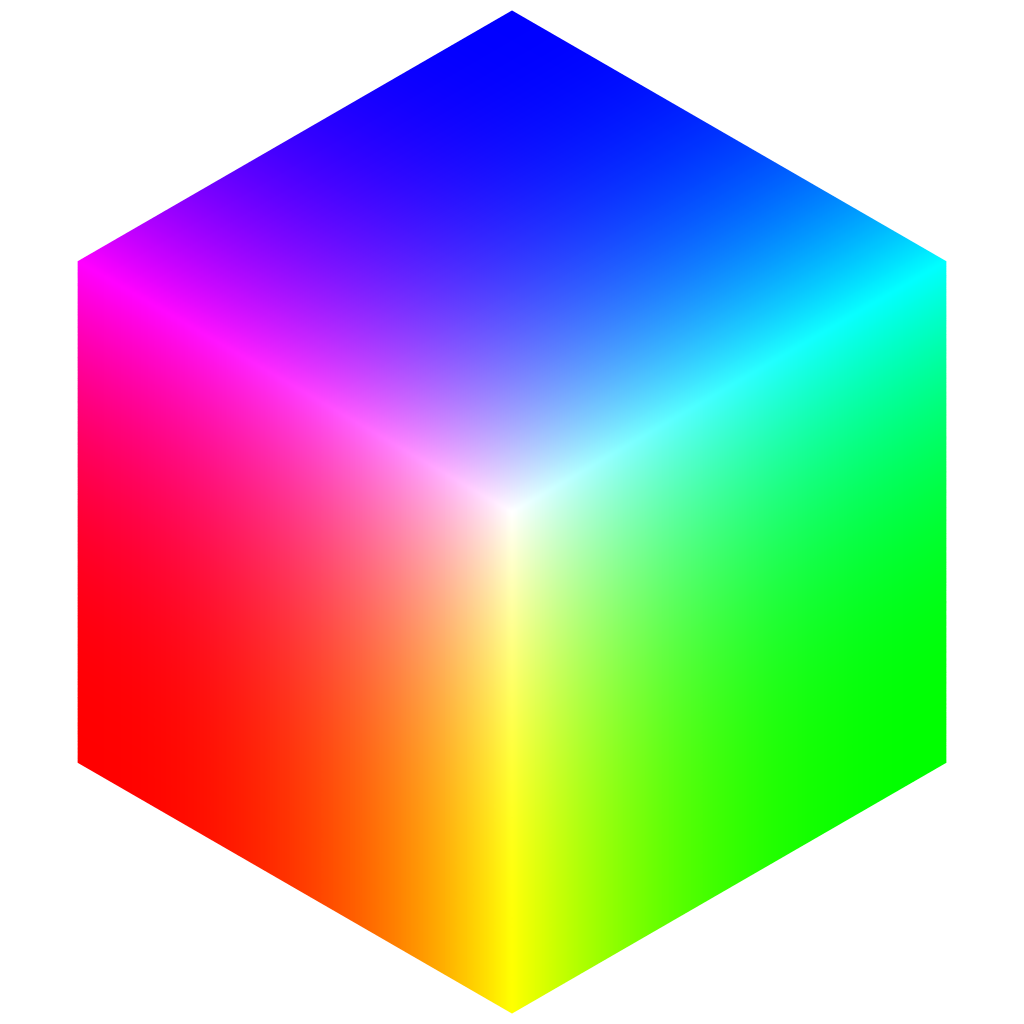
NTSC 1953 색도계 색상 큐브 (색상 프로필 인코딩, 정확한 표시를 위해 호환 가능한 브라우저 및 모니터 필요).

이 공식들은 원래 1953년 컬러 NTSC 사양과 YIQ 사이의 변환을 근사한다.

#### RGB에서 YIQ로
{\displaystyle {\begin{bmatrix}Y\\I\\Q\end{bmatrix}}\approx {\begin{bmatrix}0.299&0.587&0.114\\0.5959&-0.2746&-0.3213\\0.2115&-0.5227&0.3112\end{bmatrix}}{\begin{bmatrix}R\\G\\B\end{bmatrix}}}

#### YIQ에서 RGB로
{\displaystyle {\begin{bmatrix}R\\G\\B\end{bmatrix}}={\begin{bmatrix}1&0.956&0.619\\1&-0.272&-0.647\\1&-1.106&1.703\end{bmatrix}}{\begin{bmatrix}Y\\I\\Q\end{bmatrix}}}
상단 행은 YUV 색 공간의 상단 행과 동일하다는 점에 유의하십시오.
- {\displaystyle {\begin{bmatrix}R\\G\\B\end{bmatrix}}={\begin{bmatrix}1\\1\\1\end{bmatrix}}\implies {\begin{bmatrix}Y\\I\\Q\end{bmatrix}}={\begin{bmatrix}1\\0\\0\end{bmatrix}}}

### FCC NTSC 표준 (SMPTE C)

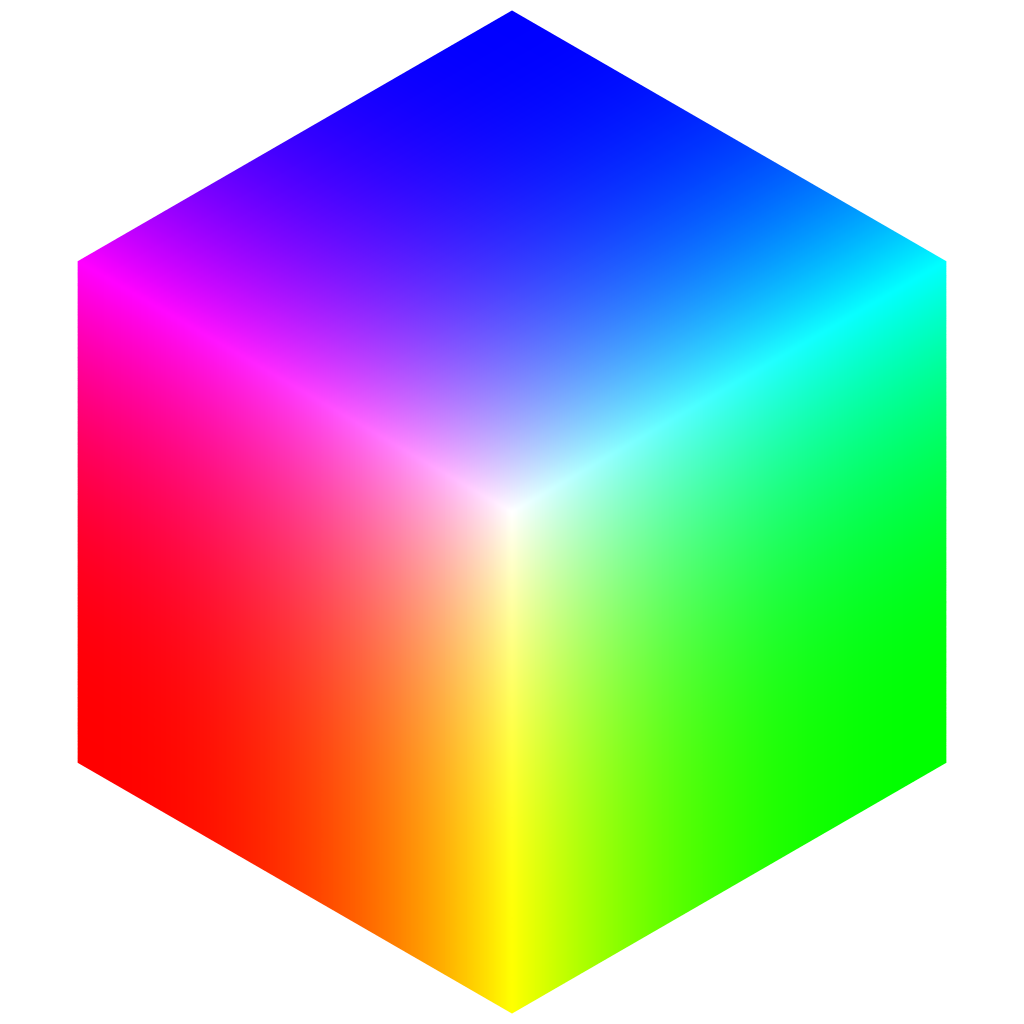
SMPTE C 색상 큐브 (색상 프로필 인코딩, 정확한 표시를 위해 호환 가능한 브라우저 및 모니터 필요).

1987년, 미국 영화 텔레비전 기술자 협회 (SMPTE) 텔레비전 기술 위원회, 스튜디오 모니터 색도계 실무 그룹은 SMPTE C를 채택했다.
이전 변환 공식은 더 이상 사용되지 않으며, 공중파 아날로그 컬러 TV 방송에 대한 FCC 규칙에 포함된 NTSC 표준은 다른 행렬을 채택했다:

#### RGB에서 YIQ로
{\displaystyle \left\{{\begin{array}{ccl}E_{Y}^{\prime }&=&0.30E_{R}^{\prime }+0.59E_{G}^{\prime }+0.11E_{B}^{\prime }\\E_{I}^{\prime }&=&-0.27(E_{B}^{\prime }-E_{Y}^{\prime })+0.74(E_{R}^{\prime }-E_{Y}^{\prime })\\E_{Q}^{\prime }&=&0.41(E_{B}^{\prime }-E_{Y}^{\prime })+0.48(E_{R}^{\prime }-E_{Y}^{\prime })\end{array}}\right.}
행렬 표기법으로, 이 방정식 시스템은 다음과 같이 작성된다:
{\displaystyle {\begin{bmatrix}E_{Y}^{\prime }\\E_{I}^{\prime }\\E_{Q}^{\prime }\end{bmatrix}}={\begin{bmatrix}0.30&0.59&0.11\\0.599&-0.2773&-0.3217\\0.213&-0.5251&0.3121\end{bmatrix}}{\begin{bmatrix}E_{R}^{\prime }\\E_{G}^{\prime }\\E_{B}^{\prime }\end{bmatrix}}}
여기서:
- {\displaystyle E_{Y}^{\prime }}은 감마 보정된 루마 전압이다.
- {\displaystyle E_{R}^{\prime }}, {\displaystyle E_{G}^{\prime }}, {\displaystyle E_{B}^{\prime }}은 빨간색, 녹색, 파란색 신호에 해당하는 감마 보정된 전압이다.
- {\displaystyle E_{I}^{\prime }}와 {\displaystyle E_{Q}^{\prime }}는 색차 신호의 직교 성분 진폭이다.

#### YIQ에서 RGB로
FCC YIQ에서 RGB로 변환하려면:
{\displaystyle \left\{{\begin{array}{ccl}E_{R}^{\prime }=E_{Y}^{\prime }+0.9469E_{I}^{\prime }+0.6236E_{Q}^{\prime }\\E_{G}^{\prime }=E_{Y}^{\prime }-0.2748E_{I}^{\prime }-0.6357E_{Q}^{\prime }\\E_{B}^{\prime }=E_{Y}^{\prime }-1.1E_{I}^{\prime }+1.7E_{Q}^{\prime }\end{array}}\right.}
행렬 표기법으로, 이 방정식 시스템은 다음과 같이 작성된다:
{\displaystyle {\begin{bmatrix}E_{R}^{\prime }\\E_{G}^{\prime }\\E_{B}^{\prime }\end{bmatrix}}={\begin{bmatrix}1&0.9496&0.6236\\1&-0.2748&-0.6357\\1&-1.1000&1.7000\end{bmatrix}}{\begin{bmatrix}E_{Y}^{\prime }\\E_{I}^{\prime }\\E_{Q}^{\prime }\end{bmatrix}}}

여기서:
- {\displaystyle E_{Y}^{\prime }}은 감마 보정된 루마 전압이다.
- {\displaystyle E_{R}^{\prime }}, {\displaystyle E_{G}^{\prime }}, {\displaystyle E_{B}^{\prime }}은 빨간색, 녹색, 파란색 신호에 해당하는 감마 보정된 전압이다.
- {\displaystyle E_{I}^{\prime }}와 {\displaystyle E_{Q}^{\prime }}는 색차 신호의 직교 성분 진폭이다.

#### YUV에서 YIQ로, 그리고 그 반대로
{\displaystyle {\begin{bmatrix}Y'\\I\\Q\end{bmatrix}}={\begin{bmatrix}1&0&0\\0&-\sin(33^{\circ })&\cos(33^{\circ })\\0&\cos(33^{\circ })&\sin(33^{\circ })\end{bmatrix}}{\begin{bmatrix}Y'\\U\\V\end{bmatrix}}\approx {\begin{bmatrix}1&0&0\\0&-0.54464&0.83867\\0&0.83867&0.54464\end{bmatrix}}{\begin{bmatrix}Y'\\U\\V\end{bmatrix}}}
행렬의 직교 대칭(대칭은 필수적이거나 충분하지 않음)으로 인해 YIQ에서 YUV 변환에도 동일한 행렬을 사용할 수 있다.

## 단계적 폐지
대부분의 NTSC 지역은 디지털 텔레비전으로 전환했다. 미국에서 방송용으로 NTSC(및 YIQ)는 2009년 6월 12일 FCC에 의해 풀 파워 아날로그 전송이 종료된 후에도 저출력 텔레비전 방송국에서만 2011년 7월 기준으로 계속 사용되었지만, 이들 방송국 역시 2021년 7월 13일까지 FCC에 의해 폐쇄될 것을 요구받았고, 이로써 해당 지역에서 NTSC(그리고 YIQ)의 사용은 완전히 종료되었다.

## 더 읽어보기
- Buchsbaum, Walter H. Color TV Servicing, third edition. Englewood Cliffs, NJ: Prentice Hall, 1975. ISBN 0-13-152397-X